# Matthew Ferguson
Matthew Ferguson (Toronto, 3 aprile 1973) è un attore canadese.

## Biografia
Si è diplomato alla scuola artistica teatrale Claude Watson School ed ha interpretato il suo primo ruolo nel 1989, alla giovane età di 16 anni, nell'opera teatrale Geometry in Venice, dopo aver recitato in parecchi ruoli in teatri comunali e regionali. 

## Carriera
Matthew Ferguson dopo il suo debutto teatrale ha debuttato nel grande schermo con Il colore dei suoi occhi (1991).  In seguito ha interpretato diversi ruoli televisivi e cinematografici come La natura ambigua dell'amore (1993), Eclipse (1995) e Lilies (1996), ruoli che gli hanno portato diverse nomination, alcune delle quali ai Genie Awards.

## Premi e Nomination

### Australian Film Institute
- 1993 - Nominato miglior attore: On my own

### Gemini Awards
- 1998 - Nominato miglior attore co-protagonista: Nikita

### Genie Awards
- 1994 - Nominato miglior attore co-protagonista: Love & human remains
- 1996 - Nominato miglior attore: Eclipse
- 1996 - Nominato miglior attore: Lilies

## Filmografia
- Il colore dei suoi occhi, 1991
- La natura ambigua dell'amore (Love & human remains), 1993
- L'uomo in uniforme, 1993
- Il club, 1994
- Billy Madison, 1995
- Eclipse, 1995
- Lilies - Les feluettes, 1996
- Il paziente inglese (The English patient), 1996
- Uncut, 1997
- I shout love, 2001
- Hypercube - Il cubo 2, 2002
- Three and a half, 2002
- La doppia vita di Mahowny, 2003

## Televisione
- Street Legal, serie tv 1987-1994 (episodi: Never say die e Persistence of vision 1992).
- Life with Billy, film tv, 1994.
- Lives of girls & women, film tv, 1994.
- Spenser: Pale Kings and Princes, film tv, 1994.
- Harrison Bergeron, film tv, 1995.
- The deliverance of Elaine, film tv, 1996.
- PSI Factor: Chronicles of the paranormal, serie tv 1996-2000 (episodio: Transient, the/two lost old men, 1996).
- The wall, film tv, 1998.
- Giving up the ghost, film tv, 1998.
- Nikita, serie tv 1997-2001 (quattro serie).
- Earth: Final conflict, serie tv 1997-2002 (episodio: Guilty conscience 2001).
- The associates, serie tv 2001-2002 (episodio: Freedomia 2002).
- An American in Canada, serie tv 2002-2004 (episodi: Pilot 2002, The order of Canada, Call me dr. Ken, True north strong and almost free e Play misty for me 2003).
- Snakes and Ladders, serie tv 2004 (ogni episodio).
- Odd Job Jack, serie tv 2003 (episodi: American wiener, Two marketeers, The biggest bang, A Christmas coma 2005, Jack Ryder and the fountain of life, Twenty-one you're dead, Jack Ryder gers hitched e My big miserabel african honeymoon 2006).

## Voce
- Re-Enterning the nightmare, 2005 uno special sulla lavorazione del film Cube - Il cubo.